# Psaliodes castaneata
Psaliodes castaneata là một loài bướm đêm trong họ Geometridae.